# Campeonato Mundial de Gimnasia en Trampolín de 2015
El XXXI Campeonato Mundial de Gimnasia en Trampolín se celebró en Odense (Dinamarca) entre el 26 y el 29 de noviembre de 2015 bajo la organización de la Federación Internacional de Gimnasia (FIG) y la Federación Danesa de Gimnasia.
Las competiciones se realizaron en el Arena Fyn de la ciudad danesa. 

## Medallero
| Núm. | País           | Oro | Plata | Bronce | Total |
| ---- | -------------- | --- | ----- | ------ | ----- |
| 1    | China          | 8   | 3     | 2      | 13    |
| 2    | Rusia          | 3   | 2     | 4      | 9     |
| 3    | Estados Unidos | 2   | 1     | 2      | 5     |
| 4    | Canadá         | 1   | 1     | 0      | 2     |
| 5    | Bielorrusia    | 0   | 4     | 2      | 6     |
| 6    | Reino Unido    | 0   | 4     | 0      | 4     |
| 7    | Australia      | 0   | 0     | 1      | 1     |
| 7    | Francia        | 0   | 0     | 1      | 1     |
| 7    | Suecia         | 0   | 0     | 1      | 1     |
| 7    | Ucrania        | 0   | 0     | 1      | 1     |
|      | TOTAL          | 14  | 15    | 14     | 43    |